# John Brinkley
John Mortimer Brinkley (Woodbridge (Suffolk), ca. 1763 — Dublin, 14 de setembro de 1835) foi um astrônomo irlandês.
Foi o primeiro astrônomo real irlandês.